# Resolutie 1271 Veiligheidsraad Verenigde Naties
Resolutie 1271 van de Veiligheidsraad van de Verenigde Naties werd unaniem door de
VN-Veiligheidsraad aangenomen op 22 oktober 1999 en verlengde de vredesmacht in de Centraal-Afrikaanse Republiek.

## Achtergrond
De periode na de onafhankelijkheid van de Centraal-Afrikaanse Republiek werd gekenmerkt door opeenvolgende staatsgrepen. Begin jaren 1990 werd een meerpartijensysteem gecreëerd en volgden verkiezingen. Eén en ander verliep onregelmatig en de spanningen in het land liepen op. De ongelijke behandeling van officieren leidde in 1996-1997 tot muiterij in het leger. Een slecht bestuur en economische problemen destabiliseerden het land. Er werd een Afrikaanse vredesmacht gestationeerd die in 1998 werd afgelost door een VN-vredesmacht, die in 2000 weer vertrok.

## Inhoud

### Waarnemingen
Op 19 september waren met succes presidentsverkiezingen gehouden in de Centraal-Afrikaanse Republiek. Alle politieke fracties in het land bleven samenwerken aan nationale verzoening. Nu vroeg het land om de MINURCA-vredesmacht, waarvan was beslist ze te beëindigen, te verlengen na 15 november.

### Handelingen
De Veiligheidsraad besloot het mandaat van MINURCA te verlengen tot 15 februari 2000. De secretaris-generaal stelde voor om de missie in drie stadia af te bouwen. De Centraal-Afrikaanse Republiek werd aangemoedigd nauw samen te werken met de missie om diens bevoegdheden over te dragen aan de lokale veiligheidsdiensten. Het land werd eveneens opgeroepen de hervorming van zijn leger af te ronden. Een kleine missie van de secretaris-generaal in Bangui zou uitmaken hoe de VN na 15 februari 2000 aanwezig konden blijven in de CAR.

## Verwante resoluties
- Resolutie 1201 Veiligheidsraad Verenigde Naties (1998)
- Resolutie 1230 Veiligheidsraad Verenigde Naties
- Resolutie 1778 Veiligheidsraad Verenigde Naties (2007)
- Resolutie 1834 Veiligheidsraad Verenigde Naties (2008)

Lijst ·  1220 ·  1221 ·  1222 ·  1223 ·  1224 ·  1225 ·  1226 ·  1227 ·  1228 ·  1229 ·  1230 ·  1231 ·  1232 ·  1233 ·  1234 ·  1235 ·  1236 ·  1237 ·  1238 ·  1239 ·  1240 ·  1241 ·  1242 ·  1243 ·  1244 ·  1245 ·  1246 ·  1247 ·  1248 ·  1249 ·  1250 ·  1251 ·  1252 ·  1253 ·  1254 ·  1255 ·  1256 ·  1257 ·  1258 ·  1259 ·  1260 ·  1261 ·  1262 ·  1263 ·  1264 ·  1265 ·  1266 ·  1267 ·  1268 ·  1269 ·  1270 ·  1271 ·  1272 ·  1273 ·  1274 ·  1275 ·  1276 ·  1277 ·  1278 ·  1279 ·  1280 ·  1281 ·  1282 ·  1283 ·  1284